# Ágnes Hankiss
Ágnes Hankiss (ur. 7 marca 1950 w Budapeszcie, zm. 17 sierpnia 2021 tamże) – węgierska polityk i pisarka, posłanka do Parlamentu Europejskiego VII kadencji.

## Życiorys
Ukończyła studia z zakresu psychologii klinicznej na Uniwersytecie im. Loránda Eötvösa w Budapeszcie (1973). Pracowała przez około dziesięć lat na uczelni. W latach 90. zaangażowała się w działalność Fideszu. Była radną Budapesztu (1990–1994) oraz doradczynią frakcji tej partii w Zgromadzeniu Narodowym (1994–1998). Od 1996 do 2008 reprezentowała Fidesz w radzie fundacji powierniczej publicznego radia. W 2008 weszła w skład zarządu Duna Televízió. W latach 2003–2008 prowadziła różne magazyny publicystyczne.
Opublikowała kilka pozycji książkowych. Była scenarzystką filmu Érzékeny búcsú a fejedelemtöl z 1987 z główną rolą Krzysztofa Wakulińskiego.
W wyborach europejskich w 2009 uzyskała mandat deputowanej do Parlamentu Europejskiego. Została członkinią grupy chadeckiej i wiceprzewodniczącą Komisji Petycji. W PE zasiadała do 2014.